# AMICOR
AMICOR foi o nome sugerido para uma página de comunicação criada inicialmente para discutir o copnteúdo do documento final do "Seminário de dez dias sobre Epidemiologia e Prevenção das Doenças Cardiovasculares", realizada na cidade de Gramado, no Estado do Rio Grande do Sul, Brasil, de 01/05/1997-10/05/1997, documento este que ficou conhecido como "Declaração de Gramado", publicado na época pela Sociedade Brasileira de Cardiologia, pela World Heart Federation, e por várias outras entidades relacionadas com Epidemiologia, Prevenção de Doenças Cardiovasculares e Promoção da Saúde.
O encontro seguiu a mesmo estilo dos seminários de nome semelhantes promovidos durante vários anos, em diversas paises, pelo Departamento de Epidemiologia da Federação Mundial de Cardiologia, tendo na liderança durante muito tempo Dr. Jeremiah Stamler e sua esposa Rose Baras Stamler, juntamente com um grupo de seguidores. 
O nosso foi dirigido pelo Professor Bruce Duncan, sua esposa Professora Maria Inês Schmidt (Diretores do Departamento de Epidemiologia da Faculdade de Medicina da Universidade Federal do Rio Grande do Sul) e Professor Aloyzio Achutti (na época membro do Comitê Científico da Federação Mundial de Cardiologia) que já havia participado de dois Seminários Internacionais avançados (Advanced Ten days Seminars on Cardiovascular Epidemiology and Prevention from World Heart Federation). O último ficou encarregado de discutir com os participantes, por e-mail as conclusões para finalizar a Declaração e sempre iniciava com a expressão "Prezados Amigos do Coração", até que um dos participantes, Professor Eduardo de Azeredo Costa, figura proeminente da Escolar Nacional de Saúde Pública, sugeriu que simplificasse a expressão resumindo-a em "Prezados AMICOR"
A Declaração, entre outros documentos pode ser consultada no link  https://doi.org/10.5935/abc.20170040
Finalizada com sucesso esta etapa, a comunicação via internet principalmente sobre assuntos relacionados com Saúde Cardiovascular e Prevenção continuou, aumentando o número de interessados. Em Julho do mesmo ano, durante o Congresso de Cardiologia Preventiva de Montreal, o Professor Bernard Lown (Prêmio Nobel de 1985) deu início ao Grupo ProCOR, que tomando conhecimento de nossa atividade, nos convidou para o Conselho Consultivo internacional e, durante algum tempo o mesmo nome AMICOR foi usado como instrumento de comunicação e promoção em diversos países.
Em 2004 surgiu um modelo de Blog do grupo Blogspot.com tendo sido adotado pelo seu coordenador, contando com o apoio da Professora Maria Inês Reinert Azambuja do Departamento de Saúde Pública da mesma Faculdade de Medicina da Universidade Federal do Rio Grande do Sul (BR).
Com o tempo foram introduzidas modificações, muitas por sugestões dos próprios AMICOR. No corrente ano celebramse os 20 anos do Blog, semanalmente postado, como um instrumento de preservação de uma seleção do período para o coordenador, podendo interessar os AMICOR regulares ou eventuais visitantes.
Na semana corrente está sendo publicada a postagem de número 3.180, contando com cerca de 5 milhões de visitas.
AMICOR 3.179 https://amicor.blogspot.com/2024/03/3179-amicor-26.html
1. ↑  Achutti, Aloyzio.  https://amicor.blogspot.com/2024/03/3179-amicor-26.html [ligação inativa] Em falta ou vazio |título= (ajuda)